# 高槻市立阿武野小学校
高槻市立阿武野小学校（たかつきしりつ あぶのしょうがっこう）は、大阪府高槻市にある公立小学校。
1883年に当時の島上郡氷室村（町村制実施で三島郡阿武野村）に設置された学校を起源とする。高槻市の北西部で、茨木市と接する地域を校区とする。校区は住宅地と田園地帯が混在した地域となっている。

## 沿革
- 1893年12月23日 - 室小学校として開校。
- 1903年4月1日 - 三島郡阿武野尋常高等小学校と改称。
- 1941年4月1日 - 国民学校令により、三島郡阿武野国民学校と改称。
- 1947年4月1日 - 学制改革により、阿武野村立阿武野小学校と改称。
- 1948年4月1日 - 阿武野村が高槻市に編入されたことに伴い、高槻市立阿武野小学校と改称。
- 1972年4月1日 - 萩谷分校を高槻市立清水小学校から当校分校として移管。
- 1973年4月1日 - 高槻市立赤大路小学校を分離。
- 1974年4月1日 - 高槻市立郡家小学校を分離。
- 1975年4月1日 - 高槻市立土室小学校を分離。
- 1983年4月1日 - 高槻市立南平台小学校を分離。萩谷分校を南平台小学校分校へ移管。
- 1995年1月17日 - 阪神・淡路大震災で学校施設に被害。

## 通学区域
- 高槻市 岡本町、土室町、氷室町2～4丁目、宮田町1・2丁目、大畑町24～27番

卒業生は基本的に高槻市立阿武野中学校に進学する。

## 交通
- 高槻市営バス 阿武野校前バス停。
- 東海道本線（JR京都線） 摂津富田駅 北へ約2km。